# 大泉洋プレゼンツ 地タレ?大集合ふるさと大好き宣言!
大泉洋プレゼンツ 地タレ?大集合ふるさと大好き宣言!（おおいずみようプレゼンツちたれだいしゅうごうふるさとたいすきせんげん）は、2005年10月15日 13:30 - 14:55（JST）に放送された日本テレビ系列北海道・東北6県ブロックネットの特別番組で、大泉洋の冠番組。
地元に根付くローカルタレント（地タレ）が北海道に一堂に集結し、自分の地元名物を紹介する。

## 出演者
- 大泉洋（司会、YOYO's、俳優、タレント、TEAM NACS）
- 木村洋二（司会、YOYO's、STVアナウンサー。番組内通称「地アナ」）
- りんご娘（青森県代表、歌手デュオ）
- ふじポン（岩手県代表）
- 多可享子（秋田県代表、グルメレポーター）
- 永峯良（宮城県代表、テレビショッピングバイヤー）
- ドンキー佐藤（山形県代表、ラジオパーソナリティ）

木村洋二を師と仰ぎ、木村の芸を物真似した。
大泉は彼を気に入ったか、たびたびいじり、「ちょっとー!!」のリアクションが注目を呼び、
その後『1×8いこうよ!』にも出演した。
- チェリブロ（福島県代表、女性お笑いコンビ）

## 紹介された地元名物
- 岩手県葛巻町の「モウモウブラザーズ」
- 福島県のUFO街おこし
- 宮城県の商店街復興のスイーツ
- 青森県大間町のマグロのぼり
- 室蘭市VS美唄市「やきとり対決」
- 秋田県の日本三大焼きそばの町
- 山形県の廃校を利用したそば屋

## ネット局
すべて日本テレビ系列局である。

### ブロックネット局
- 札幌テレビ（製作局）
- 青森放送
- テレビ岩手
- ミヤギテレビ
- 秋田放送
- 山形放送
- 福島中央テレビ

### 遅れネット実施局
- 日本テレビ
- 山梨放送
- テレビ新潟
- テレビ信州
- 静岡第一テレビ
- 中京テレビ
- よみうりテレビ
- 四国放送
- 山口放送
- 福岡放送
- テレビ大分（フジテレビ系とのクロスネット局）
- 長崎国際テレビ
- くまもと県民テレビ

## スタッフ
- 構成・大村かたやす

構成以外は『1×8いこうよ!』とほぼ同じ